# Rekoa palegon
Rekoa palegon is een vlinder uit de familie van de Lycaenidae. De wetenschappelijke naam van de soort werd als Papilio palegon in 1780 gepubliceerd door Pieter Cramer.

## Synoniemen
- Papilio myrtillus Stoll, 1781
- Thecla juicha Reakirt, 1867
- Thecla cyrriana Hewitson, 1874
- Thecla ulia Dyar, 1913